# PO-12
La PO-12 es una autovía urbana que le da el acceso al oeste de la ciudad española de Pontevedra. Transcurre a lo largo de un tramo del paseo marítimo de Pontevedra y atraviesa el barrio de Mollavao en su zona costera. Conecta con la calle Manuel del Palacio y la autopista y autovía urbana PO-11 con dirección a Marín. Consta 1,2 kilómetros de longitud, tiene la velocidad limitada, como máximo a 80 km/h (tramo final) y mínimo a 30 km/h en la parte de la travesía a Pontevedra a través del paseo marítimo. Una parte que es de titularidad municipal del ayuntamiento de Pontevedra y otra parte que es de titularidad del Ministerio de Transportes, Movilidad y Agenda Urbana, y en el paseo marítimo por la senda litoral de la Ría de Pontevedra es de titularidad municipal del ayuntamiento de Pontevedra.
Originalmente esta autovía urbana fue el tramo inicial desde Pontevedra hasta Marín como "Camino de Unión del Puerto de Pontevedra con el de Marín" (Autovía del Orillamar), iniciaron las obras en el año 1949 y concluyeron varios años después, en el año 1967. En la actualidad se denomina "Avenida de Marín" y hasta el año 2022, los dos carriles en el sentido a Marín desde Pontevedra se redujeron a un carril por la ampliación del paseo marítimo, a través de la senda litoral de la Ría de Pontevedra.
Las características de esta autovía urbana tiene 2 carriles en el sentido Nudo de Celulosas-Pontevedra y 1 carril en el sentido Pontevedra-Nudo de Celulosas, el tramo de sentido de Pontevedra al Nudo de Celulosas, a través de la senda litoral de la Ría de Pontevedra, está el paseo marítimo que le dividieron en 2 subtramos. Cuenta con 2 rotondas y el nudo de Celulosas con la PO-11.

## Tramos
| Denominación | Tramo | Kilómetros      | Año servicio |
| ------------ | --- | --------------- | --- |
| PO-12        | C/ Manuel del Palacio N-550 (Pontevedra) - PO-11 (Lourizán) Tramo original: C/ Manuel del Palacio N-550 (Pontevedra) - PO-11 (Lourizán) Subtramo (sentido Sur): C/ Manuel del Palacio N-550 (Pontevedra) - Rotonda de Malvar (Pontevedra) Subtramo (sentido Sur): Rotonda de Malvar (Pontevedra) - PO-11 (Lourizán) Nudo original de Celulosas Remodelación nudo de Celulosas | 1,2 0,7 0,5 - - | 2 carriles por sentido: 1967 1 carril de único sentido reducido: 2011 1 carril de único sentido reducido: 2021 1981 2012 |

## Trazado
| Velocidad | Esquema | Salida | Sentido ENCE (PO-11)                                                                                 | Carriles | Sentido Pontevedra (N-550) | Carretera | Notas |
| --------- | ------- | ------ | --- | -------- | --- | --------- | ----- |
|           |         |        | Comienzo de la Autovía de Acceso Oeste a Pontevedra PO-12 Procede de: N-550 Calle Manuel del Palacio |          | Fin de la Autovía de Acceso Oeste a Pontevedra PO-12 Incorporación final: N-550 Calle Manuel del Palacio Dirección final: Pontevedra N-550 Santiago de Compostela PO-531 Villagarcía de Arosa PO-308 Sangenjo Poyo |           |       |
|           |         |        | Atención: cruce con semáforos                                                                        |          | Atención: cruce con semáforos |           |       |
|           |         |        | Atención: cruce con semáforos                                                                        |          | Atención: cruce con semáforos Cruce a la derecha tras los semáforos |           |       |
|           |         |        | |          | Calle Simón Bolívar |           |       |
|           |         |        | |          | Calle Licenciado Molina |           |       |
|           |         |        | |          | Aparcamiento público para caravanas y coches |           |       |
|           |         |        | |          | camino de servicio |           |       |
|           |         |        | VG-4.4 Bueu E-1 AP-9 Vigo - Santiago de Compostela N-550 Redondela N-541 Orense                      |          | | PO-11     |       |
|           |         |        | PO-11 Marín puerto Escuela Naval                                                                     |          | Inicio de la Autovía PO-12 | PO-11     |       |